# Остуни
Осту̀ни (на италиански: Ostuni) е град и община в Южна Италия, провинция Бриндизи, регион Пулия. Разположен е на 218 m надморска височина. Населението на общината е 32 182 души (към 2012 г.).